# Chods (Adygeja, Koschechablski)
Chods (russisch Ходзь) ist ein Dorf (aul) in Südrussland. Es gehört zur Republik Adygeja und hat 2750 Einwohner (Stand 2019). Im Ort gibt es 50 Straßen.

## Geographie
Das Dorf liegt am linken Ufer des Flusses Chodsi, 51 km südlich des Dorfes Koschechabl und 70 km östlich von Maikop. Karmolino-Gidroitski ist der nächstgelegene ländliche Ort.